# Death growl
Growling ili death growl (hrv. mrtvo režanje, mrtva rika; poznato i kao death metal glas, grleni glas, mrtvo roktanje, Keksomlatov pjev, grubi glas, prljavi glas, ...) je posebna tehnika pjevanja, uglavnom se koristi u death metalu i ostalim podvrstama metala kao što su black metal, viking metal, gothic metal i drugi, slična je screamingu. Koristi se i u grindcoreu.
Visina tona je vrlo duboka i boja glasa je gruba i krupna. U ovom načinu pjevanja nije najteža intonacija, nego artikulacija pojedinih riječi koja, i ako ih se razumije, može i za slušatelje biti nerazumljiva i u profesionalnim snimkama. Za razliku od jasnog pjevanja kod režanja su riječi teže razumljive, tj. stvara se dojam neljudskog glasa.
Režanje također koriste neki glazbenici, dok zakašlju ili bruje kroz glasnice na saksofonu. To je zbog modulacije zvuka čiji je učinak gruba hrapavost tona. Najčešće se koristi u jazzu, bluesu, rocku i u ostalim popularnim vrstama glazbe te rijetko u narodnoj glazbi.

## Pjevači koji koriste death growl
- Chuck Schuldiner – iz sastava Death
- Glen Benton – iz sastava Deicide
- Chris Barnes – iz sastava Cannibal Corpse (1988. – 1995.), Six Feet Under (od 1993.)
- George Fisher – iz sastava Cannibal Corpse (od 1995.)
- Lord Worm – iz sastava Cryptopsy
- Maurizio Iacono – iz sastava Kataklysm
- Lori Bravo – iz sastava Nuclear Death
- Angela Gossow – iz sastava Arch Enemy
Alissa White-Gluz – iz sastava Arch Enemy
- Petri Lindroos – iz sastava Ensiferum i Norther
- Mark Jansen – iz simfonijskog power metal sastava Epica
- Chrigel Glanzmann – iz sastava Eluveitie